# Pitigliano
Pitigliano är en ort och kommun i provinsen Grosseto i regionen Toscana i Italien. Kommunen hade 3 744 invånare (2018).